# Copelatus kindianus
Copelatus kindianus är en skalbaggsart som beskrevs av Guignot 1954. Copelatus kindianus ingår i släktet Copelatus och familjen dykare. Inga underarter finns listade i Catalogue of Life.